# Green Panda Games
Green Panda Games est une entreprise française de développement et d'édition de jeux vidéo téléchargeables, basée à Paris et filiale d'Ubisoft.
L'entreprise est créée indépendamment en 2013.

## Historique
Le 31 juillet 2019, l'éditeur français de jeu vidéo Ubisoft rachète 70 % de Green Panda Games pour un montant inconnu.